# Guillermo Chifflet
Guillermo Chifflet Zerboni (Montevideo, 15 de septiembre de 1926- Montevideo, 26 de abril de 2020) fue un político uruguayo perteneciente al Partido Socialista del Uruguay.

## Biografía
Nació el 15 de septiembre de 1926, hijo de Enrique Chifflet, de profesión odontólogo, uruguayo de origen francés proveniente de Saboya y Ofelia Zerboni hija de italianos del lago de Como.
En el ámbito periodístico, escribió en los diarios Época y Hechos y en los semanarios Marcha, El Sol y Brecha. Sus colegas lo apodaban "el Yuyo".
En 1971 participó de la fundación del Frente Amplio.
Fue elegido diputado titular en 1989, siendo reelecto en 1994, 1999 y 2004. Durante su actuación parlamentaria integró, entre otras, la Comisión de Derechos Humanos.
En 2005 renunció a su banca por discrepancias con el gobierno de su correligionario Tabaré Vázquez respecto a la habilitación del Ejército de Uruguay en la MINUSTAH.
Casado con la actriz Julia Amoretti.
Falleció en Montevideo a los noventa y tres años, el 26 de abril de 2020.

## Libros
- Chifflet, Guillermo (1992). Alba Roballo: Pregón por el nuevo tiempo. Tupac Amaru Ediciones.
- Chifflet, Guillermo (2007). De la discusión nace la luz. Emilio Frugoni, desafío y referencia. Letraeñe. ISBN 997480562-7. [5]

Sobre su vida
- Chagas, Jorge; Trullen, Gustavo (1 de febrero de 2011) [2011]. Guillermo Chifflet: el combate de la pluma. Montevideo, Uruguay: Rumbo. ISBN 978-9974-8279-8-1.
- Varese, Juan Antonio (2018). Personajes y tertulias en cafés y bares de Montevideo. Montevideo, Uruguay: Planeta. ISBN 978-9974-8805-0-4.